# Gaius Popillius Laenas
Gaius Popillius Laenas (ook Gaius Popilius Laenas) was in 172 en 158 v.Chr. Romeins consul.
Hij was militair actief in Ligurië en diende als gezant en militair in Griekenland.
Hij is echter vooral bekend gebleven door de brutale manier waarop hij in 168 een diplomatieke missie in opdracht van de Senaat uitvoerde. De Seleucidenvorst Antiochus IV Epiphanes was tegen de zin van Rome binnengevallen in Egypte. Rome eiste dat Antiochus alle veroverde gebieden aan Egypte zou teruggeven en dat hij zich direct zou terugtrekken. Toen Antiochus bedenktijd vroeg, zou Popillius Laenas met zijn staf rond de koning een cirkel in het zand getrokken hebben, en hem bevolen hebben te antwoorden alvorens de cirkel te verlaten. Antiochus was overbluft en stemde dadelijk met de Romeinse eisen in.